# Rožca
Rožca (niem. Rosenbachsattel) – przełęcz w paśmie górskim Karawanki, położona na granicy Słowenii i Austrii. Leży między szczytami Hruški vrh a Klek, na wysokości 1587 m n.p.m., niedaleko Jasenic. Teren trawiasty, wykorzystywany do wypasu owiec.